# 나키진성

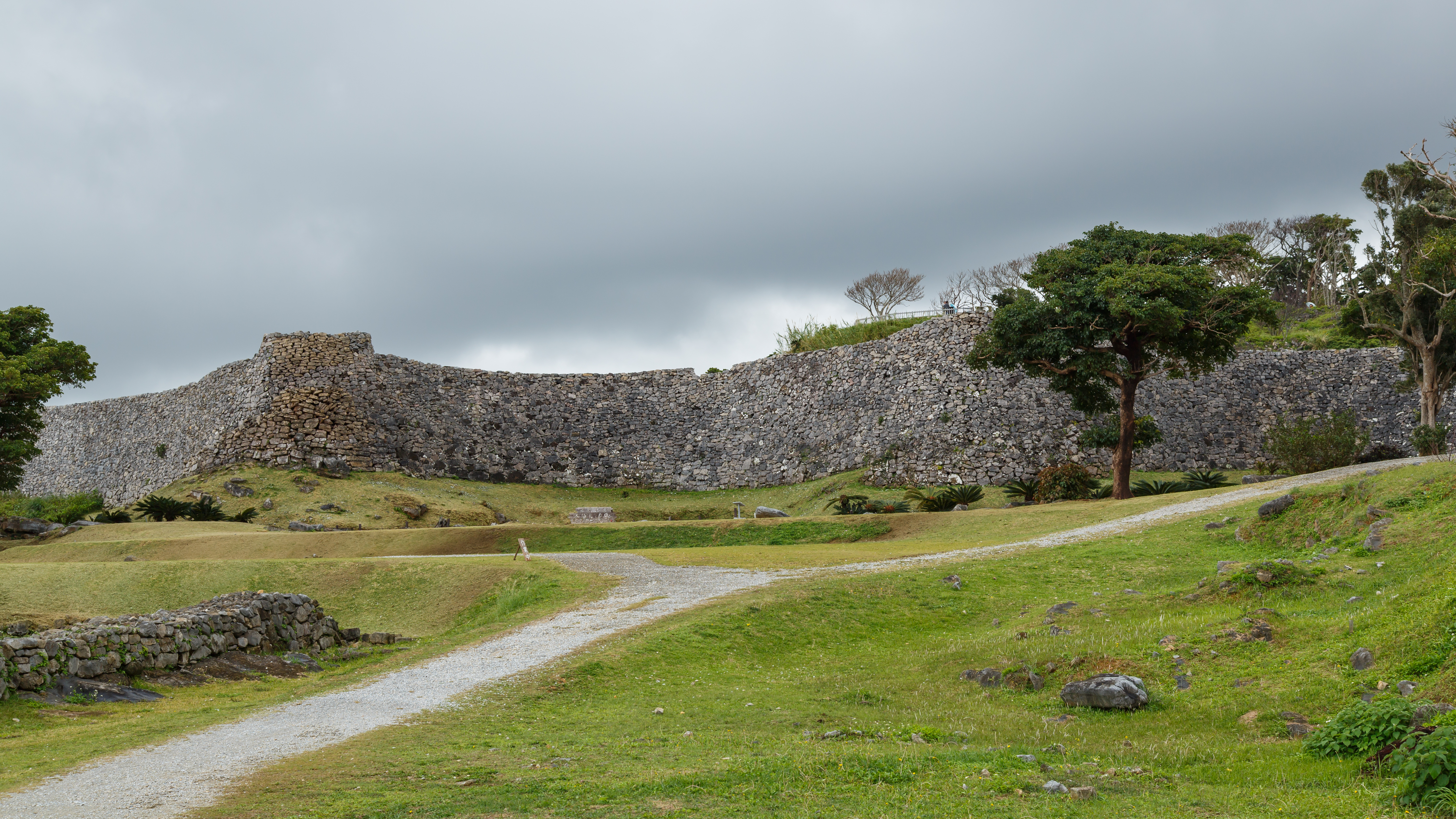
나키진성

나키진성(今帰仁城 나키진구스쿠[*])은 일본 오키나와현 구니가미군 나키진촌에 있던 성이다.